# Alessandro Lisini

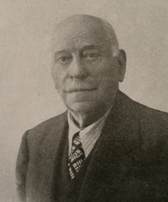
Alessandro Lisini Bürgermeister von Siena von 1900 bis 1905

Alessandro Lisini (* 17. Januar 1851 in Siena; † 4. April 1945 in Castelnuovo Berardenga) war ein italienischer Historiker, Politiker, Numismatiker und Archivar.

## Biografie
Alessandro, Sohn von Avvocato Ludovico Lisini und Francesca Clementi, war der älteste Sohn aus der ersten Ehe seiner Mutter. Er hatte drei Schwestern. Die beiden jüngeren Schwestern aus der ersten Ehe seiner Mutter Marianna und Antonietta sowie aus der zweiten Ehe mit Clemente Pezzuoli, Angela.
Er heiratete 1874 Elina Paluffi, Kusine des Poeten Giuseppe Giusti. Nach dem Tod seiner Frau teilte er seinen Besitz auf, indem er seinem Sohn Ludovico (1876-1950) das Landgut Sant’Angelo in Colle (in der Gemeinde Montalcino), heute Azienda Agraria Lisini, übertrug, den er als ein Viertel aus dem großen Erbes seiner Mutter, einer Nachkommin der reichen Familie Clementi di Montalcino, erhielt. Seiner Tochter Emma, verheiratet mit Gino De Vecchi, übertrug er die Fattoria delle Groppole, in Vagliagli in der Gemeinde Castelnuovo Berardenga.
Am 4. September 1868 trat er als Volontär in das Staatsarchiv von Siena ein und verbrachte dort seine gesamte Karriere. 1888 wurde er dessen Direktor, eine Position, die er bis 1912 innehatte als er nach einem Wettbewerb zum Leiter des Staatsarchiv Venedig ernannt wurde. Diese Position hatte er bis zu seiner Pensionierung im Februar 1918.
Wie sein berühmter Vorgänger und Freund Luciano Banchi vereinte auch Alessandro Lisini die Position des Direktors des Staatsarchivs mit der des Bürgermeisters der Stadt Siena (1900–1905), nachdem er seit 1891 Berater und Abgeordneter im Stadtrat war.
1929 wurde er zum Dekan der Abteilung Geschichte des neuen Institutes Istituto comunale di arte e storia ernannt, die von Bürgermeister Fabio Bargagli Petrucci gegründet wurde. 1931 wurde er dessen Rektor als Nachfolger von Pietro Rossi, dann die tatsächlicher und später ehrenamtlicher Präsident der nachfolgenden Kulturinstitutionen, d. h. ab 1937 die Accademia per le lettere e per le arti und ab 1941 die Accademia senese degli Intronati.
Alessandro Lisini starb in seiner Villa in Castelnuovo Berardenga am 4. April 1945.

## Bürgermeister von Siena
Die Jahre mit Lisini als Bürgermeister waren entscheidend für die Entwicklung der Stadt. Unter anderem durch die Erweiterung des Gemeindegebiets mit der Aufnahme der benachbarten Comune delle Masse, durch den Bau des neuen Aquädukts von den Quellen des Vivo bei Vivo d’Orcia, durch die Verlegung der Justizämter vom Palazzo Comunale in das neue Hauptquartier in der Via del Casato, einer Grundvoraussetzung für die Wiederherstellung der Räume des Palazzo Pubblico. Es wurde eine "Ausstellung der sienesischen Kunst" (1904) organisiert, die im Ausland ein großes Echo fand, an deren Eröffnung auch König Viktor Emanuel III., Königin Margarethe von Italien und S. A. R. der Herzog von Genua teilnahmen.
In diesen Jahren wurde auch die erste wichtige städtische Maßnahme der Stadt durchgeführt: die Errichtung der
Piazza Umberto I., jetzt Matteotti, der zusammen mit der Umgestaltung der Lizza das neue städtische Zentrum bildete. Zur Vergrößerung des Platzes wurde das alte Kloster Sant’Egidio, bekannt als „Suore Cappuccine“, erworben und abgerissen, das die Via Malavolti mit einem Bogen überspannte.
Der neue Platz wurde um mehrere Meter abgesenkt. Um den Zugang zum Oratorium der Contrade des Drachen zu ermöglichen,
musste eine Treppe gebaut werden. Darüber hinaus wurde eine diagonale Verbindung des neuen Platzes zur bestehenden Piazza Salimbeni durchgeführt. Nur die kleine Renaissancekirche der Madonna delle Nevi wurde dank des unerschütterlichen Widerstandes des Bürgermeisters Lisini vom alten Kloster gerettet.

## Archivar
In seiner Tätigkeit als Archivar hat Alessandro Lisini unter seiner Leitung "L’indice sommario delle serie dei documenti al 1 gennaio 1900" veröffentlicht, der dritte Archivindex nach denen von 1862 und 1883.
Giovanni Cecchini, der einige Jahre später Direktor des Archivs war, wies darauf hin, dass die Struktur des Index noch immer von Luciano Banchi stammt. Er stellte jedoch fest, dass Lisini einige ungünstige Änderungen "nach Thema" durchgeführt hat, insbesondere der Bestände der Balìa und des Concistoro.
Bei näherer Betrachtung war die wichtigste Neuerung unter Lisinis Leitung der Beginn der Veröffentlichung der analytischen Bestände.
Zwischen 1896 und 1898 veröffentlichte er das "Bullettino senese di storia patria" die Aufstellung des Bestands "Diplomatico", "Statuti" und "Capitoli", die alle von Lisini selbst verwaltet wurden: Bestände, die – klar von den Prinzipien der Bonaini-Methode inspiriert – dann im 1899 veröffentlichten Band Inventario generale del Regio Archivio di Stato in Siena gesammelt wurden, gefolgt von einem zweiten Band im Jahr 1915 (der bereits im "Bulletin" von 1914 vorweggenommen wurde), von Guido Mengozzi herausgegeben, und den Bestand des Archivio del Consiglio enthält.
Parallel zur Inventarisierungstätigkeit wurde auch innerhalb des Archivs eine intensive Erneuerungsarbeit durchgeführt – zum Beispiel die Caleffi- oder Iurium-Bücher über die Sammlung "Capitoli" und vor allem die ältesten diplomatischen Pergamente (736-1250), dem sich Lisini selbst widmete. Durch Linsine erfolgten Veröffentlichungen aus den Quellen das in den Jahren 1309–1310 popularisierte Statutes im Jahr 1903 und die ersten Bücher über die Ein- und Ausgaben des Finanzamtes der Stadtverwaltung (die sogenannte "Biccherna"). Er war auch für den ersten Katalog der bemalten Tafeln verantwortlich, die in der Antike als Umschlag für diese Bücher dienten (bekannt als "Biccherna"), und für die Einrichtung eines ihnen gewidmeten Museums.

## Wissenswertes
- 1926 war er Mitbegründer der sienesischen Kunst- und Geschichtszeitschrift La Diana.
- Für seine Verdienste wurde nach ihm eine Straße in Siena benannt.
- Während seines Studiums veröffentlichte er die Statuten der Republik Siena, deren 700-jähriges Bestehen 2010 gefeiert wurde.